# Тангер
Тангер (још и Танџер, Танџир, Танжер, арап. طنجة, фр. Tanger) је град на крајњем северу Марока, уз западни улаз у Гибралтарски мореуз.
Град има око 900.000 становника (2014). Главни је град региона Тангер-Тетуан.

## Легенда
По легенди град је основао Антиној, син Посејдона и Гаје. Херкул је касније на овом месту раздвојио земљу и спојио Медитеран и Атлантски океан, створивши Гибралтарски мореуз.

## Историја
Тангер су у 5. веку п. н. е. основали Картагињани. Касније се овде налазила римска и византијска тврђава Тингис (Tingis). Године 702. заузели су је Арапи.
Португалци су држали Тангер од 1471. до 1661. када су га дали Енглезима као мираз Катарине од Брагансе која се удала за Чарлса II. Недуго потом, 1684, Тангер су заузели марокански владари из династије Алавида.
Географски кључан положај Тангера утицао је да је он у 19. веку био важна мета европске дипломатије, трговине и борбе за утицај. Мароко је изгубио независност 1912, када су га де факто поделиле Француска и Шпанија. Шпанија је заузела север Марока, али је статус града Тангер остао неодређен (види још: Тангерска криза). Године 1923. велике силе су одлучиле да Тангер прогласе Међународном зоном Тангер. Њоме су управљали Французи, Шпанци, Британци, а од 1928. и Италијани. Лука Тангер је била бесцаринска зона и постала је центар кријумчарења.
После Другог светског рата, Тангер је стављен под шпанску контролу, све до 29. октобра 1956. кад се придружио независном Мароку. Тада је око 40.000 Јевреја, који су до тада чинили важан део становништва, емигрирало из Тангера у Израел.

## Инспирација уметника
Тангер је као најближа тачка Оријента Европи одавно привлачио европске уметнике. Ту је у 19. веку боравио и сликао Ежен Делакроа, а почетком 20. века Анри Матис.
У каснијим деценијама, у космополитском Тангеру су боравили и стварали многи познати писци (Тенеси Вилијамс, Вилијам Бароуз, Мухамед Асад, Труман Капоте, Мухамед Шукри, Бернар-Анри Леви).